# R-TV
«R-TV» (назва згідно ліцензії — «Real Estate TV») — закритий український телеканал про нерухомість.

## Про телеканал
1 листопада 2008 року було запущено новоствореною медіагрупою «4TV» було запущено 2 нові українські телеканали: «R-TV» (про нерухомість) і «Тур-Бюро» (пізнавально-туристичний канал).
Канал розповідав про новини провідних будівельних компаній, ринок нерухомості, передові технології, останні новинки на ринку будівельних матеріалів, а також про банківські та страхові послуги у сфері будівництва. Також телепрограми власного виробництва розповідали про сучасні тенденції дизайну та інтер'єру.
Авдиторія каналу — глядачі віком від 25 років. При визначення цільової аудиторії творці телеканалів розраховували на людей із середнім та високим соціальним статусом. Це обумовлено тематикою та програмним наповненням.
2 липня 2010 року компанія народного депутата Едуарда Прутніка ТОВ «Капіталінвест» стала мажоритарним власником (99 %) телеканалів «RTV», «Goldberry» і «People». До 2007 року «Капіталінвест» був власником каналу «НТН», а також була на той момент був співвласником провайдера цифрового мультиплексу MX-4 «Українська цифрова телемережа». Ще 1 % статутних фондів зазначених супутникових телекомпаній належав Олександру Ільяшенку — керівникові «Капіталінвесту», що керував медіаактивами Едуарда Прутніка, ексгендиректору «НТН».
18 квітня 2013 року канал було закрито, а ТОВ «Реал Естейт ТВ» почав мовити під
логотипом «Dobro TV».